# Icelus armatus
Icelus armatus és una espècie de peix pertanyent a la família dels còtids.

## Hàbitat
És un peix marí i batidemersal que viu entre 70-900 m de fondària.

## Distribució geogràfica
Es troba al mar d'Okhotsk.

## Observacions
És inofensiu per als humans.